# Búnquers de la platja
Els Búnquers de la platja és un conjunt històric format per edificis militars i defensius de Mataró (Maresme) protegit com a bé cultural d'interès local.

## Descripció
És un conjunt històric integrat per diverses construccions d'arquitectura militar o defensiva, situades inicialment ordenades cada 500mts aproximadament al llarg de la franja litoral del terme municipal de Mataró.
Dels construïts en un inici, actualment resten en peu 5 búnquers, ubicats entre la platja del Varador i el torrent de Vallgiró, els quals es troben en diferent estat de conservació. Són aquests:
Búnquer 1. Pg. Del Callao, a ponent del Centre Natació. Eixample
Búnquer 2. Platja de Sant Simó. Veïnat de Mata.
Búnquer 3. Platja, entre el torrent dels Sumells i el torrent Forcat. Veïnat de Mata.
Búnquer 4. Gola de la Riera de Mata costat de ponent. Veïnat de Mata.
Búnquer 5. Gola de Torrent de Vallgiró costat de ponent. Veïnat de Mata.
Els búnquers o també anomenats fortins, formaven part de la línia defensiva de la costa, per a la vigilància i defensa de les platges durant la Guerra Civil espanyola.
Tots ells repeteixen un mateix model constructiu quant a estructura, composició i materials, amb petites variacions consistents en la ubicació de la porta d'entrada que en alguns búnquers se situa a la banda de llevant i en d'altres a ponent.
Es tracta d'unes construccions de planta quadrangular d'aproximadament 5,0m. per 3,5 m, amb la part frontal i les arestes arrodonides.
A l'interior presenta un espai unitari, a l'exterior apareixen dues obertures: la porta d'accés i l'espitllera, constituïda per una obertura de 180 graus i un element massís central que divideix la longitud de l'obertura en dues boques de foc i observació.
La part externa de la coberta és lleugerament corbada amb un acabat amb sorra que afavoria el camuflatge amb l'entorn.
La tècnica constructiva és de formigó armat sobre un fonament de pedra.

## Història
L'estiu de l'any 1937 en una reunió celebrada a l'Ajuntament de Mataró i a petició de tots els alcaldes de la comarca del Maresme, es va aprovar la construcció d'aquestes fortificacions que es van portar a terme sota la direcció del govern de la República i de l'Exèrcit Popular. Com a conseqüència, només en aquesta costa es van arribar a construir més de 40 búnquers.
En acabar la Guerra civil, l'exèrcit de Franco va mantenir aquestes estructures com a destacaments d'observació per a defensar-se d'una possible invasió aliada. Amb posterioritat van ser utilitzats per la Guàrdia Civil per vigilar el contraban i cap als anys 50 per alguns emigrants i transeünts.